# Francis Derwent Wood
Francis Derwent Wood (15 octobre 1871 à Keswick, Lake District, Angleterre - 19 février 1926) est un sculpteur britannique. Il est surtout connu pour son travail de création de masques destinés aux gueules cassées de la Première Guerre mondiale.

## Biographie
Wood a étudié en Allemagne et est retourné à Londres en 1887 pour travailler sous la supervision d'Édouard Lanteri et de Sir Thomas Brock.
Il a enseigné au Glasgow School of Art de 1897 à 1905 et était professeur de sculpture au Royal College of Art de 1918 à 1923. Il a été élu à la Royal Academy en 1920..
Il a produit une grande quantité d'œuvres architecturales typiques de cette époque, incluant quatre grandes sculptures de toiture pour le Kelvingrove Art Gallery and Museum à Glasgow, pour le British Linen Bank, aussi à Glasgow, et le Britannic House à Londres pour le compte de l'architecte Sir Edwin Lutyens.
Wood est surtout connu pour son travail lié à la Première Guerre mondiale. Pour le compte du Canada, il a créé une représentation du « Soldat crucifié » appelé Canada's Golgotha in 1919, ce qui a causé un froid diplomatique entre les gouvernements canadien et allemand. Son Machine Gun Corps Memorial situé à Hyde Park Corner est également controversé.
Trop vieux pour s'enrôler dans l'armée au moment où la Première Guerre mondiale menace (il a 41 ans), Wood est volontaire pour travailler dans les hôpitaux. Il y découvre des gueules cassées, soldats gravement blessés lors de combats ou de bombardements. Cette expérience traumatisante l'incite à créer la clinique Masks for Facial Disfigurement Department, située dans le Third London General Hospital à Wandsworth.
Plutôt que d'utiliser le latex comme matériau, façon conventionnelle à l'époque, Wood crée des masques à partir de minces feuilles métalliques, sculptées de façon à correspondre au portrait des hommes avant leur mutilation. Les masques de Wood permirent aux soldats défigurés de reprendre une certaine confiance dans leurs moyens. En cachant leurs mutilation derrière un masque, plusieurs furent à même de rétablir des relations avec leur famille et leurs amis.
Chaque masque demandait plusieurs semaines de travail de la part de Woods et des chirurgiens qui collaboraient. Un moule en plastique du visage mutilé était pris une fois toutes les blessures guéries et toutes les cicatrices refermées. Ce moule, imprécis, servait de « négatif » : Woods y appliquait de la pâte à modeler ou de l'argile dans le but de créer une sorte de buste. À partir de ce moment, ce buste servait comme base au travail de restauration esthétique, le sculpteur travaillant de manière à restaurer au mieux de ses connaissances les parties manquantes du visage.
Le masque en lui-même était recouvert d'une mince couche de cuivre, déposée par galvanoplastie, ce qui facilitait la peinture une fois la sculpture complétée. Peindre un portrait réaliste du visage demandait un effort aussi important que la sculpture : chaque masque était complété alors que le patient le portait, ce qui permettait de choisir au mieux les couleurs qui rappelaient celle de la peau.
La clinique resta ouverte pendant deux ans, de 1917 à 1919. Il n'y a aucun registre à propos des masques créés, mais il est probable qu'il y en a eu plusieurs centaines, une petite quantité comparé au nombre de gueules cassées : plus de 20 000 Britanniques.
Wood est mort en 1926 à l'âge de 54 ans.
Ses efforts ont eu une incidence minime sur la vie de l'ensemble des gueules cassées, mais ont permis d'améliorer grandement la qualité de vie de ceux qui ont reçu un masque. Ses travaux ont probablement influencé une branche de la médecine qui avait connu peu de développement par le  passé : la chirurgie esthétique.

## Project Facade
En 2004, un groupe britannique a entamé des recherches sur les techniques de Wood et autres, ainsi que sur l'histoire des patients et leurs familles dans le cadre du Project Facade. Le projet s'appuie sur The Gillies Archive, archives du Queen Mary's Hospital à Sidcup, Angleterre.
Le nom des archives est en hommage aux travaux de Sir Harold Delf Gillies, un pionnier dans la chirurgie reconstructrice en Angleterre. L'ouvrage séminal de Gillies est Plastic Surgery of the Face.

## Œuvres
- Statue en facade du Kelvingrove Art Gallery and Museum
- The Machine Gun Corps Memorial à Londres
- Chelsea Embankment à Londres
- Buste d'Édouard VII

## Galerie

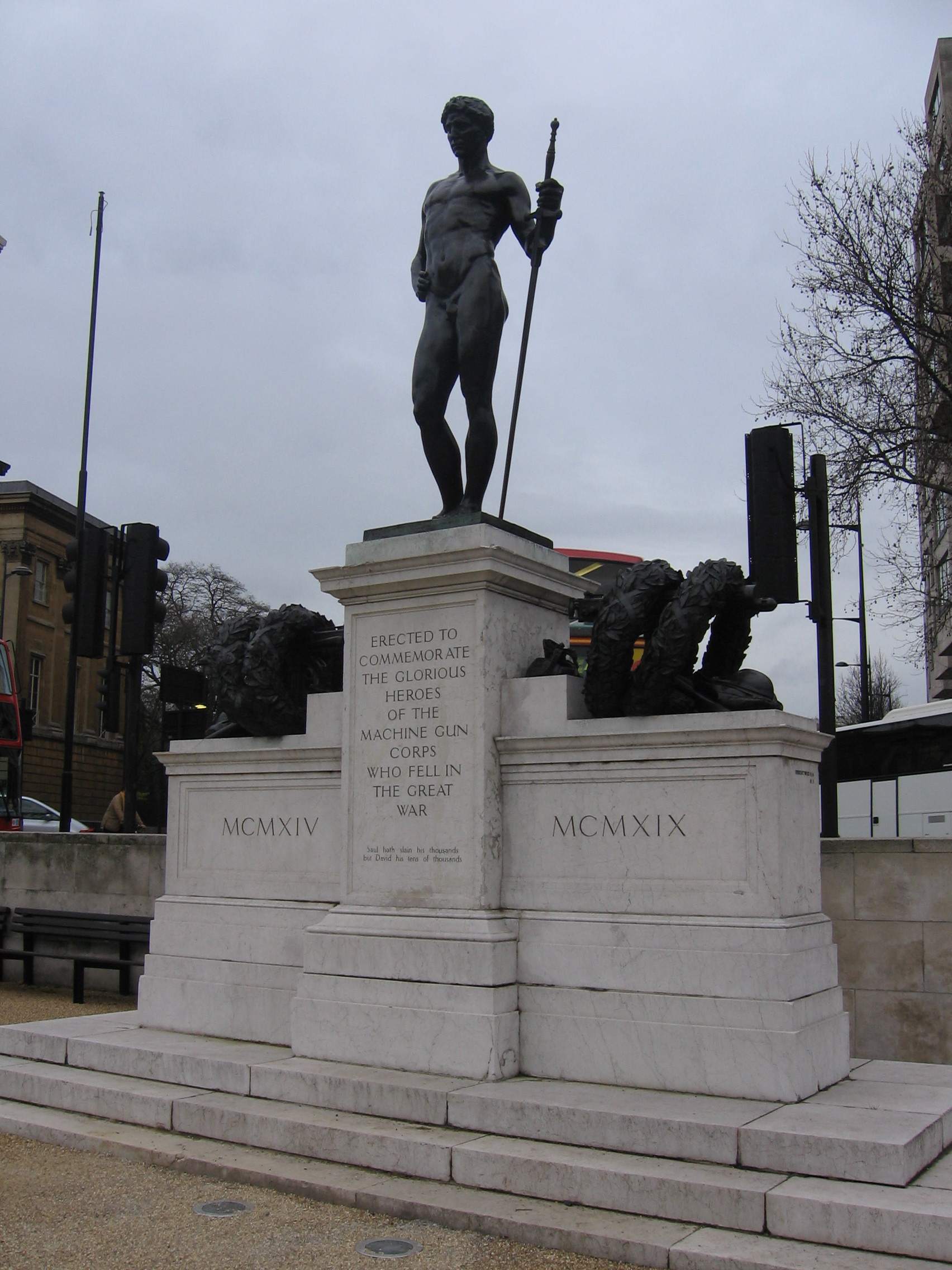
The Machine Gun Corps Memorial
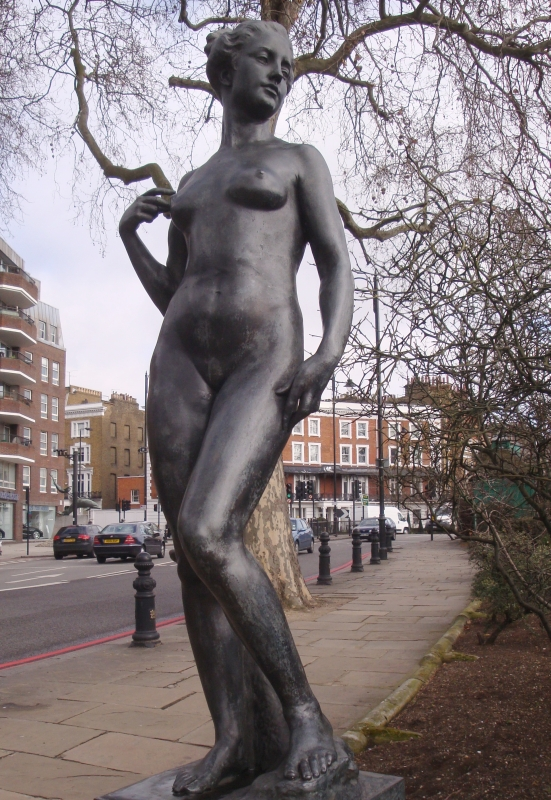
Chelsea Embankment
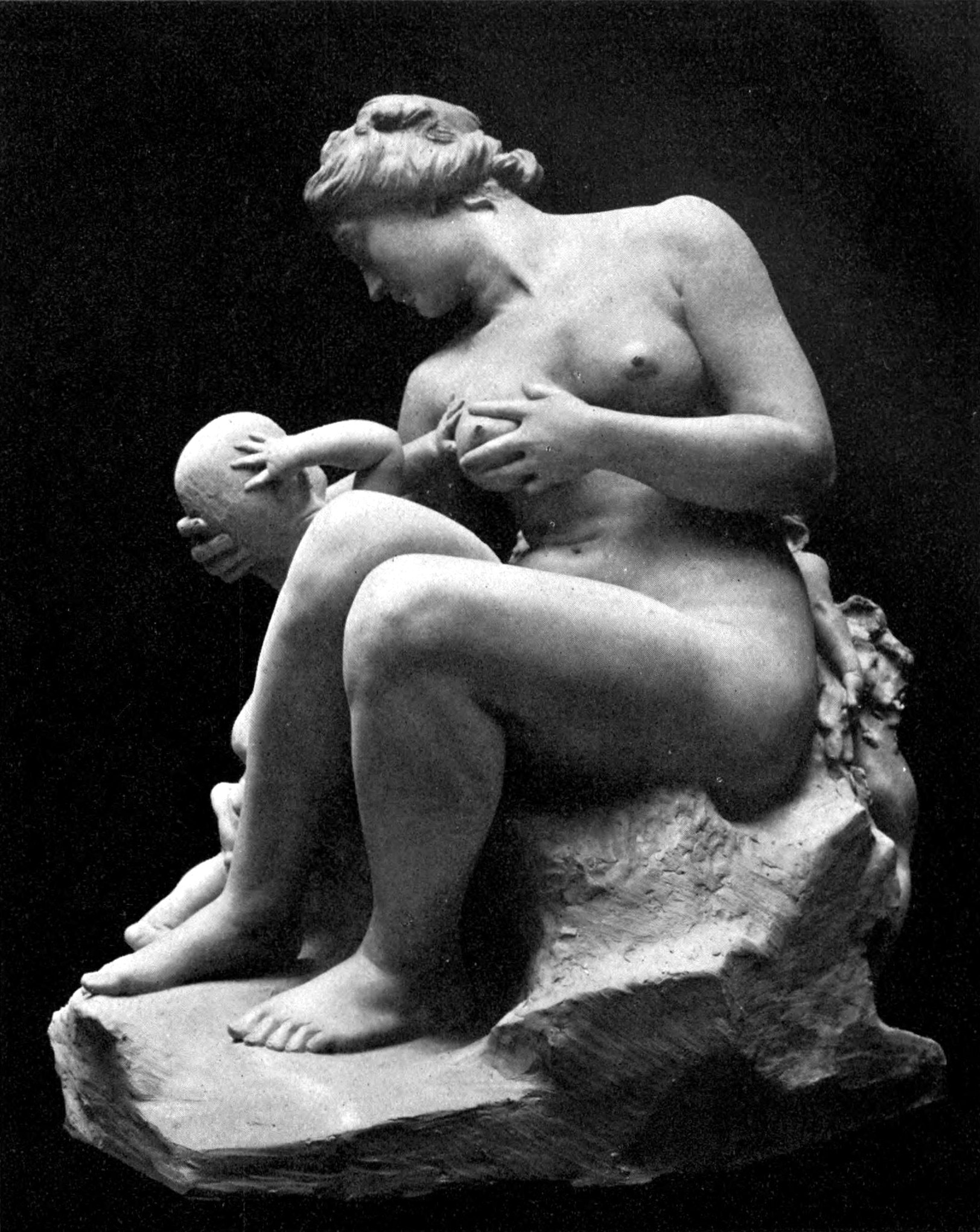
Abondance